# Автошлях Р 64
Автошля́х Р 64 — автомобільний шлях регіонального значення в Україні. Проходить територією Київської та Черкаської областей через Ківшовату — Шушківку — Лисянку — Моринці — Шевченкове — Тарасівку. Загальна довжина — 81,3 км.

## Маршрут
Автошлях проходить через такі населені пункти:
| Автошлях Р 64         |                |
| Київська область      |                |
| Білоцерківський район |                |
| Ківшовата             | Р04            |
| Велика Березянка      |                |
| Веселий Кут           |                |
| Косяківка             |                |
| Черкаська область     |                |
| Звенигородський район |                |
| Шушківка              |                |
| Чаплинка              |                |
| Боярка                |                |
| Писарівка             |                |
|                       | Р04            |
| Лисянка               | Т 2403         |
| Почапинці             | Т 2408         |
| Моринці               |                |
| Шампанія              |                |
| Шевченкове            | Т 2408         |
| Тарасівка             |                |
|                       | перетин із Н16 |